# Cyphastrea agassizi
Espèce
Statut CITES
Cyphastrea agassizi est une espèce de coraux appartenant à la famille des Faviidae ou à la famille Merulinidae.